# Skorpios
Skorpios (griechisch Σκορπιός (m. sg.), Aussprache [skɔrˈpjɔs]) ist eine kleine bewohnte griechische Insel im Ionischen Meer. Da sich ihre gesamte Fläche in Privatbesitz befindet, ist das Betreten der Insel nicht gestattet. Skorpios ist ein prominentes Beispiel einer Privatinsel.

## Geographie
Skorpios gehört zu den Ionischen Inseln und liegt etwa einen Kilometer östlich der Nachbarinsel Lefkada nahe dem Hafenort Nydri; die Insel Meganisi liegt knapp zwei Kilometer südlich. Die griechische Hauptstadt Athen befindet sich 250 Kilometer südöstlich. Die Insel ist eher flach und erreicht eine Höhe von 81 Metern, die Oberfläche misst fast 90 Hektar.
Die Insel war einst bewaldet und zwischenzeitlich karg, heute ist die Insel wieder dicht bewaldet.

## Geschichte
Über die Geschichte der Insel ist wenig bekannt, es finden sich keine Spuren der Antike. Die Venezianer holzten die Insel ab, zusammen mit den restlichen Ionischen Inseln wurde Skorpios 1864 Teil Griechenlands. 1963 erwarb Aristoteles Onassis die Insel und ließ diese aufwendig aufforsten. Heute gibt es über 200 verschiedene Baumarten auf der Insel. 
Am 20. Oktober 1968 heirateten Aristoteles Onassis und Jacqueline Kennedy auf der Insel. In den 1960er Jahren besuchten zahlreiche Prominente die Insel, teilweise auf dem Weg verfolgt von Paparazzi. Onassis ließ auch eine Kapelle auf der Insel errichten, nach dem Tod seines Sohnes Alexander Onassis wollte er diesen dort bestatten lassen. Da die orthodoxe Kirche eine Bestattung von Nicht-Kirchlichen in einem Gotteshaus nicht gestattete, ließ Onassis nach Rücksprache einen Anbau mit separatem Eingang errichten, der als Mausoleum dient. Dort wurden auch Christina Onassis und er selbst bestattet. Maria Callas wurde gemäß ihrem Wunsch eingeäschert und die Asche vor der Insel im Ionischen Meer verstreut.
Die Insel wurde zeitweilig von der Besitzerfamilie und deren rund 600 Bediensteten bewohnt. Die Unterhaltungskosten für die Insel betragen jährlich etwa 1,5 Millionen Euro. Im Jahre 2001 waren jedoch nur zwei Personen mit Erstwohnsitz auf der Insel gemeldet, die Volkszählung 2011 weist noch einen tatsächlichen Bewohner der Insel aus.
Verschiedene zumeist prominente Kaufinteressenten hatten die Insel besucht, darunter Bill Gates, zeitweise galt ein Verkauf an Giorgio Armani als sicher. Im April 2013 soll Skorpios für einen Zeitraum von 100 Jahren an Jekaterina Rybolowlewa, die 23-jährige Tochter des russischen Milliardärs Dmitri Rybolowlew verleast worden sein. Damit soll eine Klausel im Testament von Aristoteles Onassis umgangen werden, die besagt, dass die Insel nicht verkauft werden darf; für den Fall, dass seine Nachkommen sie nicht unterhalten könnten, sollte sie an den griechischen Staat oder, wenn dieser sie nicht übernimmt, an Olympic Airways fallen. Die Wirksamkeit des Leasingvertrages soll deshalb von der Justiz überprüft werden.